# Ella in Berlin: Mack the Knife
Ella in Berlin: Mack the Knife è un album dal vivo della cantante statunitense Ella Fitzgerald, pubblicato nel 1960.
Il disco si è aggiudicato il Grammy Award alla miglior interpretazione vocale femminile pop.

## Tracce
Side 1
1. Gone with the Wind – 2:25
2. Misty – 2:38
3. The Lady Is a Tramp – 2:40
4. The Man I Love – 3:42
5. Summertime – 3:02

Side 2
1. Too Darn Hot – 3:17
2. Lorelei – 3:27
3. Mack the Knife – 4:39
4. How High the Moon – 6:58